# Rentensplitting
Das Rentensplitting ist in Deutschland eine Gestaltungsmöglichkeit für Ehepaare und eingetragene Lebenspartnerschaften, ihre Ansprüche auf Rente zu teilen. Vereinfacht gesagt sind die Folgen eines Rentensplitting ähnlich denen des Versorgungsausgleichs, ohne dass die Ehegatten bzw. Lebenspartner tatsächlich geschieden werden.
Das Rentensplitting ist in den §§ 120a ff SGB VI geregelt.
Haben sich Ehepartner bzw. eingetragene Lebenspartnerschaften für das Rentensplitting entschieden, werden Rentenanwartschaften aus der Ehe zu gleichen Teilen auf die Ehepartner aufgeteilt. Ein Anspruch auf Witwen- oder Witwerrente ist beim Rentensplitting ausgeschlossen, allerdings bleiben – im Gegensatz zum Fall der Witwen- oder Witwerrente – auch bei erneuter Heirat die so erworbenen Rentenansprüche bestehen. Darüber hinaus besteht u. U. ein Anspruch auf Erziehungsrente (§ 47 SGB VI).
Voraussetzung ist, dass entweder die Ehe bzw. die Lebenspartnerschaft nach dem 31. Dezember 2001 geschlossen wurde oder die Ehe am 31. Dezember 2001 bestanden hat und beide Ehegatten nach dem 1. Januar 1962 geboren sind.
Ehepaare oder eingetragene Lebenspartnerschaften können sich in den Beratungsstellen der Deutschen Rentenversicherung zum Rentensplitting beraten lassen.
Als ein ausschlaggebendes Kriterium für eine partnerschaftliche ausgestaltete Altersrente wird angesehen, dass bei Tod oder Scheidung im Sinne einer gleichberechtigten Partnerschaft die Renten für Mann und Frau grundsätzlich gleich hoch seien. Dieses Kriterium ist im Gegensatz zur gewöhnlichen Rentenregelung beim Rentensplitting erfüllt. Bei der üblichen Rentenregelung hingegen sind die Rentenansprüche nach dem Tod eines Partners ungleich hoch, auch wenn beide Partner gemeinsam die Existenz der Familie gesichert haben. So besteht bei der „großen Witwenrente“ Anspruch auf 55 % bzw. 60 %, bei der „kleine Witwenrente“ Anspruch auf 25 % der gezahlten oder berechneten Rente des Verstorbenen, jeweils unter Anrechnung sonstiger Einnahmen. Ein Anspruch auf Witwen- bzw. Witwerrente erlischt bei einer Wiederheirat oder erneuter Verpartnerung, wohingegen die normale Rente ebenso wie eine Rente aus dem Rentensplitting davon unberührt bleiben.
Immer wieder wird zur Diskussion gestellt, ob das Rentensplitting in Zukunft verpflichtend werden soll – ähnlich wie beim Versorgungsausgleich im Fall der Scheidung. Offen ist zudem, wie das Rentensplitting und der Versorgungsausgleich bei einer eventuellen Einführung einer Garantierente zu betrachten sind. Der Bundesfachausschuss Arbeit und Soziales der CDU kündigte 2016 an, die bestehenden Regelungen zum Rentensplitting mit Blick auf mögliche „Überraschungseffekte“ beim Versorgungsausgleich im Scheidungsfall zu überprüfen. Die Grünen forderten 2019, bei der Berechnung einer Garantierente die Rentenansprüche bzw. Alterseinkommen beider Ehepartner hälftig zu berücksichtigen. Die AfD fragte im September 2019 die Bundesregierung um Auskunft, wie viele Splittingverfahren seit 2002 und in welcher Höhe angewendet wurden. Der Bundesregierung liegen dazu jedoch keine Angaben vor.

## Regelungen in anderen Staaten
In Österreich besteht seit 2005 die Möglichkeit, dass Eltern ein „freiwilliges Pensionssplitting“ vereinbaren. Dabei können für die ersten vier Jahre nach der Geburt (bei Mehrlingsgeburt: bis zu fünf Jahre nach der Geburt) bis zu 50 Prozent der Teilgutschrift aus der Erwerbstätigkeit des Partners, der das Kind nicht überwiegend erzieht, auf das Pensionskonto des erziehenden Elternteils übertragen werden. Das Pensionssplitting muss vor Vollendung des siebten Lebensjahres des Kindes vereinbart werden, und durch die Übertragung darf die Jahreshöchstbeitragsgrundlage nicht überschritten werden.